# The Two Orphans
The Two Orphans é um filme de drama romântico mudo americano de 1915 dirigido por Herbert Brenon e estrelado por Theda Bara. Este filme foi baseado na peça francesa de 1872, Les deux orphelines, de Adolphe D'Ennery e Eugene Cormon, que foi traduzida para o inglês por N. Hart Jackson. Foi a peça que estava sendo encenada no momento em que o incêndio no Brooklyn Theatre estourou. O filme foi feito pela Fox Film Corporation e foi parcialmente rodado em locações em Québec, Canadá.
Em 1921, D. W. Griffith fez uma segunda adaptação da peça, Orphans of the Storm, estrelada por Dorothy Gish e Lillian Gish.

## Elenco
- Theda Bara como Henriette
- Jean Sothern como Louise
- William E. Shay como Chevalier de Vaudrey
- Herbert Brenon como Pierre
- Gertrude Berkeley como Mãe Frochard
- Frank Goldsmith como Marquês de Presles
- E. L. Fernandez como Jacques
- Sheridan Block como Conde de Liniere
- Sra. Cecil Raleigh como Condessa De Liniere

## Status de preservação
O filme atualmente é considerado perdido.

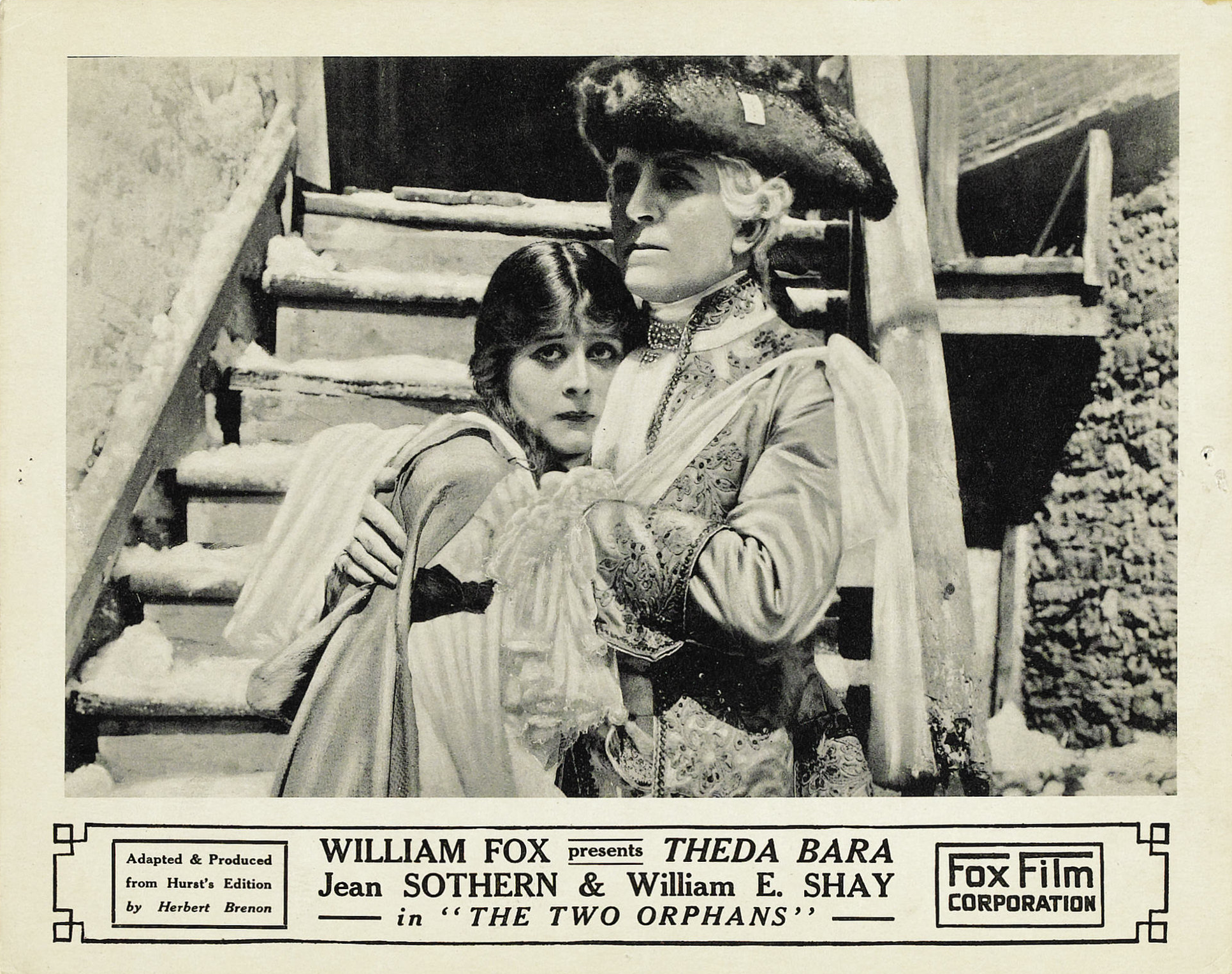
Theda Bara em The Two Orphans